# پارک شبه‌ملی اوگا
پارک شبه‌ملی اوگا (به لاتین: Oga Quasi-National Park) یک منطقهٔ مسکونی در ژاپن است که در استان آکیتا واقع شده‌است.